# داميان سواريز
داميان نيكولاس سواريز سواريز (بالإسبانية: Damián Suárez)‏ (المولود في 27 أبريل 1988) لاعب كرة قدم أوروغواياني محترف يلعب في نادي خيتافي الإسباني كظهير أيمن.

## مسيرته مع الأندية
لعب سواريز، المولود في مونتيفيديو، أربعة مواسم مع ديفينسور سبورتينغ، مسقط رأسه، وفاز بالبطولة الوطنية لعام 2008. وفي أوائل يونيو 2011 انتقل إلى الدوري الإسباني مع سبورتينغ خيخون، حيث وقع صفقة استمرت ثلاث سنوات.
وكان سواريز قد افتتح ظهوره في الدوري لأول مرة في 11 سبتمبر 2011، حيث لعب لمدة 90 دقيقة كاملة في خسارة 1-2 أمام نادي أوساسونا. وخلال موسمه الأول، الذي انتهى بالهبوط، أستخدم في الغالب كمساند لألبيرتو لورا.
وفي 24 يوليو 2012، أنهى سواريز عقده مع الأستوريين وانضم إلى نادي إلش في دوري الدرجة الثانية الإسباني. وسجل هدفه الأول في إسبانيا في 2 مارس 2013، ليحقق بذلك الهدف الأول لفريقه بفوز 2–1 على ريكرياتيفو دي هويلفا. وظهر في 33 مباراة خلال الحملة، حيث عاد النادي الفالنسي إلى الدوري الممتاز بعد غياب دام 24 عاما.

## وصلات خارجية
- داميان سواريز على موقع الاتحاد الدولي (مؤرشف)  (الإنجليزية)
- داميان سواريز على موقع إي إس بي إن إف سي (الإنجليزية)
- داميان سواريز على موقع قاعدة بيانات كرة القدم.إي يو (الإنجليزية)
- داميان سواريز على موقع ناشيونال فوتبول تيمز (الإنجليزية)
- داميان سواريز على موقع Soccerbase.com (لاعب) (الإنجليزية)
- داميان سواريز على موقع Soccerway.com (الإنجليزية)
- داميان سواريز على موقع عالم كرة القدم.نت (الإنجليزية)
- داميان سواريز على موقع AS.com (الإسبانية)

- داميان سواريز على BDFutbol
- داميان سواريز  على سكروي
- Worldfootball profile
- داميان سواريز على ESPN سوكرنت